# Ray Kidder
Ray Edward Kidder (* 12. November 1923 in New York City; † 3. Dezember 2019) war ein US-amerikanischer Physiker.
Kidder wurde 1950 an der Ohio State University in Physik promoviert. 1950 bis 1956 war er Senior Physicist bei der California Research Corporation. Ab 1956 war er am Lawrence Livermore National Laboratory, wo er Abteilungsleiter in der Theorieabteilung war und an der Entwicklung von Kernwaffen arbeitete insbesondere durch numerische Simulation. Er war einer der Vorsitzenden des Komitees, dass die letzten H-Bomben-Tests im Pazifik (Operation Dominic) vor der Einstellung der oberirdischen Nukleartests vorbereitete, mit der Aufgabenstellung, dabei die nötigen Informationen zu erhalten, um mit Computer-Simulationen fortzufahren. Anfang der 1960er Jahre wandte er das mit Stirling Colgate und John Nuckolls auf Laserfusion an und 1962 bis 1972 leitete er das entsprechende Programm des Labors, das erste am Lawrence Livermore National Laboratory. 1990 ging er in den Ruhestand.
In der Debatte um einen Artikel in der Zeitschrift The Progressive von Howard Morland, in der aus offen zugänglichen Informationen das sogenannte Geheimnis der H-Bombe aufgedeckt wurde, sprach er sich 1979 im Gegensatz zu Hans Bethe gegen Zensur aus, was zu einem zunächst geheimen Briefwechsel zwischen ihm und Bethe führte (2001 offengelegt), in dem er Bethe schließlich von seiner Position überzeugte.
Er kritisierte auch 1997 die Entscheidung der US-Regierung für ein aufwändiges Unterhalt-Programm für ihr nukleares Arsenal (Stockpile Stewardship) als unnötige Ausgaben. Als ihn darauf die amerikanische Arms Control and Disarmament Agency mit einer Auswertung der gängigen Praxis beauftragte, verweigerte man ihm 1998 Zugang zu geheimem Material, obwohl er die nötigen Sicherheitsfreigaben hatte. Das führte zu einer öffentlichen Kontroverse.
1999 sprach er sich dafür aus, dass die USA dem Kernwaffenteststopp-Vertrag beitreten (was sie allerdings bis heute (2017) nicht taten) und trat Befürchtungen entgegen, dies würde die nuklearen Abschreckungsfähigkeiten der USA beeinträchtigen. Er unterstützte in den 1990er Jahren Senatsmitglieder und Regierungsbeamte als Berater bei einer Verlängerung des Test-Moratoriums in den USA während der Clinton-Regierung.
1993 erhielt er den Leo Szilard Lectureship Award. Er war Fellow der American Physical Society. 1989 erhielt er einen Humboldt-Forschungspreis.